# Hylemorphismus
Hylemorphismus ist eine moderne Bezeichnung für eine zentrale Lehre in der Philosophie des Aristoteles, nach der die endlichen Substanzen aus zwei verschiedenen Prinzipien bestehen, nämlich dem Stoff oder der Materie (griechisch ὕλη hýlē) und der Form (griechisch μορφή morphḗ).

## Begriffsgeschichte
Der Begriff Hylemorphismus stammt aus der modernen Neuscholastik. Er ist anscheinend gegen Ende des 19. Jahrhunderts gebildet worden und hat sich im Lauf des 20. Jahrhunderts in der philosophiehistorischen Literatur durchgesetzt. Daneben kommt im Deutschen nur vereinzelt auch die Schreibweise Hylomorphismus vor, die wohl sprachlich an den schon im 17. Jahrhundert entstandenen Begriff Hylozoismus angelehnt ist. Im Englischen ist die analoge Wortform hylomorphism verbreitet.

## Aristoteles
Aristoteles geht von der Frage aus, wie Werden möglich ist. Unter Werden ist in diesem Sinne sowohl Entstehung als auch Veränderung zu verstehen. Die Eleaten hatten argumentiert, dass ein Werden weder aus einem absoluten Sein noch aus einem absoluten Nichtsein heraus stattfinden könne. Daher nimmt Aristoteles ein Mittleres zwischen Sein und Nichtsein an als Voraussetzung dafür, dass sich in der Gegensätzlichkeit von Seiendem und Nichtseiendem ein Werden vollziehen kann. Dieses Mittlere, von dem das Werden ausgeht, also das, woraus etwas wird, muss für Aristoteles etwas sein, was nur der Möglichkeit nach ist. Dieses das Werden Ermöglichende und ihm damit Zugrundeliegende nennt er Materie.
Demnach muss alles, was entsteht oder sich ändert (sei es von Natur aus oder durch menschliche Kunst), Materie in sich haben. Wenn zu der Materie eine bestimmte Form hinzutritt und sich mit ihr verbindet, entsteht ein Ding. Die Materie als dasjenige, woraus etwas wird, bietet dem Werdenden die Möglichkeit, zu sein oder nicht zu sein. So ist Erz ein Stoff, aus dem eine Statue entstehen kann oder auch nicht entstehen kann. Als abstrakte Prinzipien sind Form und Materie unentstanden und unvergänglich; real und konkret existieren sie auf der Erde nicht eigenständig, sondern nur gemeinsam in ihren unterschiedlichen entstehenden und vergehenden Zusammensetzungen, welche die Dinge konstituieren. Diese Zusammensetzungen sind unablässigem Wandel unterworfen. Zusammengesetztheit aus Materie und Form ist für Aristoteles gleichbedeutend mit Veränderlichkeit. 
Den vier Arten von Veränderung, die Aristoteles unterscheidet, entsprechen vier Arten von Materie. Die substantiale Veränderung ist das Werden und Vergehen. Dabei handelt es sich nicht darum, dass eine bereits bestehende Substanz neue akzidentelle Bestimmungen annimmt, sondern dass eine Substanz selbst neu entsteht. Dieser Veränderung entspricht eine Materie des Werdens und Vergehens (ὕλη γεννητὴ καὶ φθαρτή hýlē gennētḗ kai phthartḗ). Ebenso entspricht der quantitativen Veränderung (Wachstum und Abnahme), der qualitativen Veränderung und der Ortsveränderung jeweils eine zugehörige Materie. Für die Himmelskörper, denen Aristoteles substantiale Unveränderlichkeit zuschreibt, nimmt er zwar eine Materie der Ortsveränderung (ὕλη τοπική hýlē topikḗ oder ὕλη κατὰ τόπον κινητή hýlē kata tópon kinētḗ) an, um ihre lokale Bewegung zu erklären, nicht aber eine Materie des Werdens und Vergehens.
Mit dem substantialen Werden und Vergehen sind notwendigerweise auch die übrigen Arten der Veränderung verbunden, nicht aber umgekehrt. Daher schließt das Vorhandensein der Materie des substantialen Werdens das Vorhandensein der übrigen Materiearten mit ein. Wo alle Materiearten vorhanden sind, da bestehen sie nicht der Realität nach nebeneinander, sondern sind nur dem Begriff nach voneinander geschieden. Für den Hylemorphismus ist nur die substantiale Materie, die Materie im eigentlichen Sinne, von Bedeutung.
Die Seele ist für Aristoteles das Prinzip der Bewegung. Daher sind „seelische“ Bewegungen wie Emotionen, Wahrnehmungen und Verstandestätigkeit nicht Bewegungen der Seele, die als Prinzip unveränderlich ist, sondern Bewegungen des beseelten Menschen. Die Seele selbst ist unbewegt, sie entsteht nicht und vergeht nicht. Daher kommt ihr an und für sich (unabhängig vom Körper) keine Materie zu; sie ist reine Form, und die ihr zugeordnete Materie ist diejenige des physischen Körpers. Der Hylemorphismus erstreckt sich somit in der Philosophie des Aristoteles zwar auf den Menschen, nicht aber auf die Seele als solche.

## Neuplatonismus
Der Neuplatonismus verbindet platonische Philosophie mit einer teilweise aristotelisch beeinflussten Denkweise und Terminologie. Für die antiken Neuplatoniker existiert die geistige („intelligible“) Welt real; ihr gehören der Nous und die Weltseele an. Auch die unsterblichen Seelen der Menschen (und bei Plotin auch der Tiere) sind hinsichtlich ihrer körperfreien Existenz ein Teil der geistigen Welt. Die geistige Welt ist das Urbild der sinnlich wahrnehmbaren. Ihre Existenz ist nach neuplatonischer Vorstellung von derjenigen der physischen, sinnlich wahrnehmbaren Materie von Natur aus völlig unabhängig. Daher wird im Neuplatonismus das Konzept einer „geistigen“ („intelligiblen“) Materie eingeführt, mit dem sowohl die ontologische Eigenständigkeit der geistigen Welt gegenüber der physischen als auch der Abbildcharakter der physischen Welt gewahrt wird. In diesem System sind auch rein geistige Substanzen (mit Ausnahme des absolut einfachen und einheitlichen Einen) aus Materie und Form zusammengesetzt. Damit übertragen die Neuplatoniker den Hylemorphismus, den Aristoteles nur für die physische Welt angenommen hatte, auf die geistige Welt und machen ihn so zu einem universellen Prinzip. Daher spricht man von „universellem Hylemorphismus“.
Die geistige und die physische Materie sind im Neuplatonismus völlig wesensverschieden. Sie haben nur den Namen „Materie“ gemeinsam, der auf den Umstand Bezug nimmt, dass bei beiden das materielle Prinzip, nämlich das Unbestimmte und Maßlose (ápeiron), sich mit Formen verbindet, die es begrenzen und zu etwas Bestimmtem machen. Die geistige Materie ist nicht wie die physische etwas nur der Möglichkeit nach Bestehendes, sondern eine an sich unbegrenzte Kraft; indem zu ihr eine Begrenzung hinzutritt, wird ein intelligibles Seiendes konstituiert. Manche Neuplatoniker (Porphyrios, Iamblichos, Proklos) nehmen eine besondere geistige Materie der Mathematik an.  
Der neuplatonische Materiebegriff hat das Denken des Kirchenvaters Augustinus beeinflusst, der im Mittelalter eine der wichtigsten Autoritäten in Philosophie und Theologie war. Dies war eine wesentliche Voraussetzung für den mittelalterlichen Hylemorphismus.       

## Mittelalter
In der islamischen Welt nimmt der Philosoph Avicenna eine gemeinsame Materie aller Körper an, weist also nicht wie Aristoteles den Himmelskörpern eine andersartige Materie als den irdischen Substanzen zu. Averroes hingegen verteidigt die Position des Aristoteles. 
Eine wesentliche Neuerung führen im Hochmittelalter die im muslimischen Spanien lebenden jüdischen Philosophen Isaak Israeli und Solomon ibn Gabirol (Avicebron) ein. Sie nehmen eine universelle Materie an, die sowohl in der geistigen Welt (mit Ausnahme von Gott selbst) als auch in der physischen vorhanden ist. Diese universelle Materie manifestiert sich für ibn Gabirol auf dreifache Weise. Im rein geistigen Bereich verbindet sie sich nur mit der substantialen Form (ohne Quantität). In den Himmelskörpern wird sie sowohl von der substantialen Form als auch von der Quantität bestimmt. In den irdischen Körpern kommt noch das Prinzip der Gegensätzlichkeit hinzu. Form und Materie können nach ibn Gabirols Meinung nie getrennt voneinander existieren, sondern werden nur zum Zweck der Analyse gedanklich getrennt.
Mit diesem Modell wurde ibn Gabirol, dessen arabisch geschriebenes philosophisches Hauptwerk „Lebensquelle“ im 12. Jahrhundert ins Lateinische übersetzt worden war, zum wichtigsten Impulsgeber für den universellen Hylemorphismus bei lateinischsprachigen christlichen Gelehrten (Scholastikern) des Spätmittelalters. Dieser Richtung gehörten vor allem Gelehrte aus der „Franziskanerschule“ an. Prominente Vertreter des universellen Hylemorphismus waren die Franziskaner Alexander von Hales, Bonaventura und Roger Bacon sowie der Dominikaner Robert Kilwardby. Gegner dieser Lehre waren sowohl die Thomisten, die Anhänger des Thomas von Aquin, als auch die Averroisten; diese beiden Richtungen, die einander ansonsten bekämpften, hielten in der Frage der geistigen Materie an der traditionellen Position des Aristotelismus fest. Diese Gegner bekämpften aber nicht den Hylemorphismus als solchen, den sie vielmehr als Aristoteliker selbst vertraten; sie wandten sich nur gegen dessen universelle Variante, die der Seele und den „Intelligenzen“ (Engeln) eine eigene geistige Materie zuspricht. Zu den namhaften Gegnern des universellen Hylemorphismus gehörten u. a. Wilhelm von Auvergne, Johannes von Rupella († 1245), Albert der Große und Heinrich von Gent.